# Honda That's
El Honda That's (ホンダ・ザッツ, Honda Zattsu) fou un model d'automobil lleuger o kei car produït pel fabricant d'automòbils japonés Honda entre els anys 2002 i 2007. Desenvolupat sobre la base del Honda Life de tercera generació (1998-2003), el That's és un petit vehicle familiar concebut com a versió premium del Life.

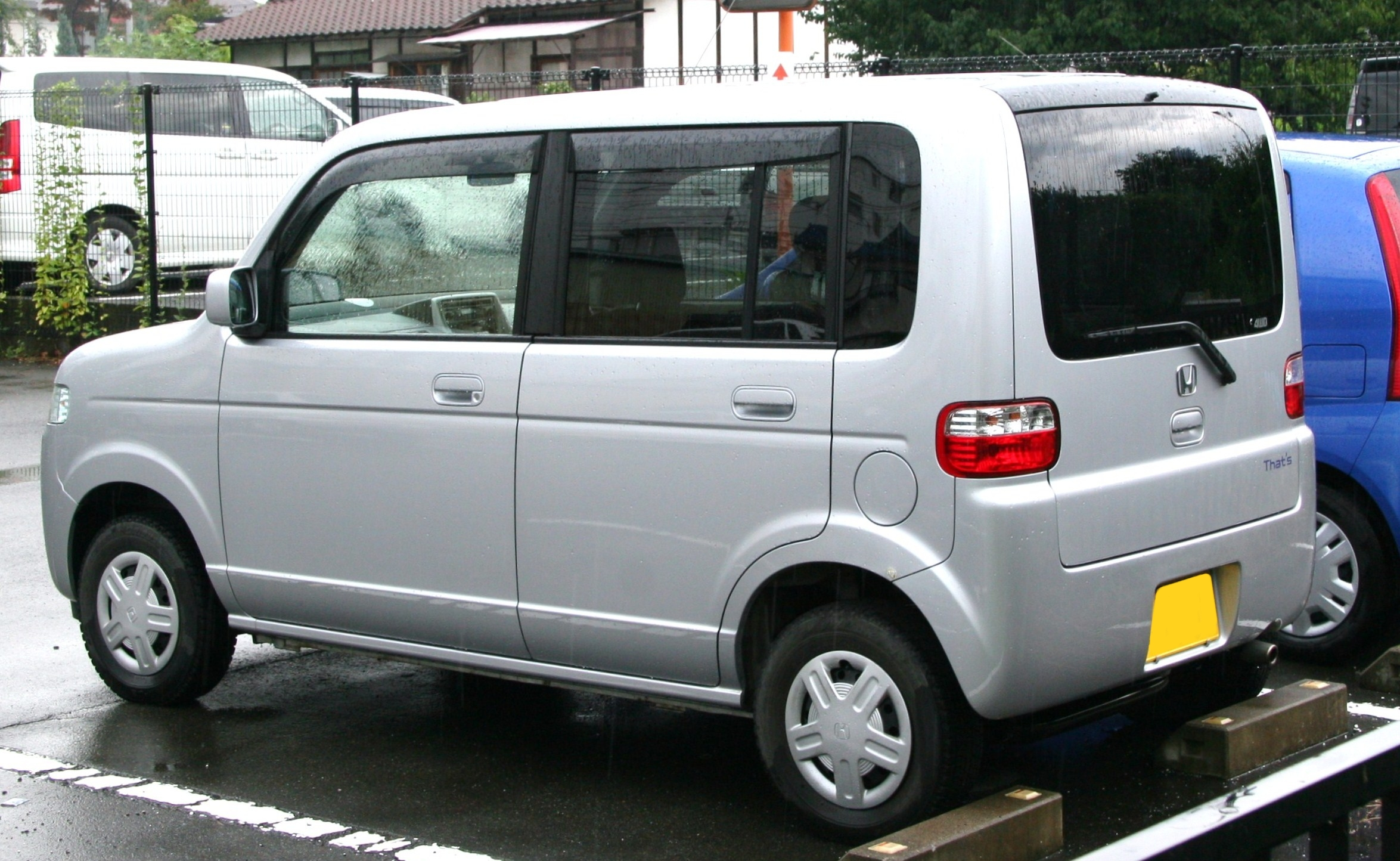
Darrera That's (2002-2006)

El Honda That's fou presentat al Saló de l'Automòbil de Tòquio de 2001 com a prototip o automòbil conceptual amb el nom de "w・i・c". El model de producció regular fou llançat al mercat el 8 de febrer de 2002 amb un preu de venta al públic a nivell nacional suggerit per l'empresa de 1.034.000 iens per al nivell "FF". El 24 d'octubre del mateix any s'introduïren 15 nous colors exclusius de carrosseria dins del sistema "Color Pop" pel qual es podien combinar el color de la carrosseria i els para-xocs davanters i darrers. També es posà enfasi al disseny interior, que pretenia crear un ambient exclusiu diferenciat d'un model bàsic. La mecànica era idèntica a la del Life de tercera generació: un motor de tres cilindres en línia amb injecció de combustible atmosfèric o amb turbocompressor i 656 centímetres cúbics acompanyat d'una única transmissió automàtica de 3 velocitats. El motor atmosfèric produïa 52 cavalls de potència a 7.200 revolucions per minut i el Turbo, 64 CV a 6.000 rpm. A elecció del client, el model podia equipar tracció al davant o a les quatre rodes (4WD).

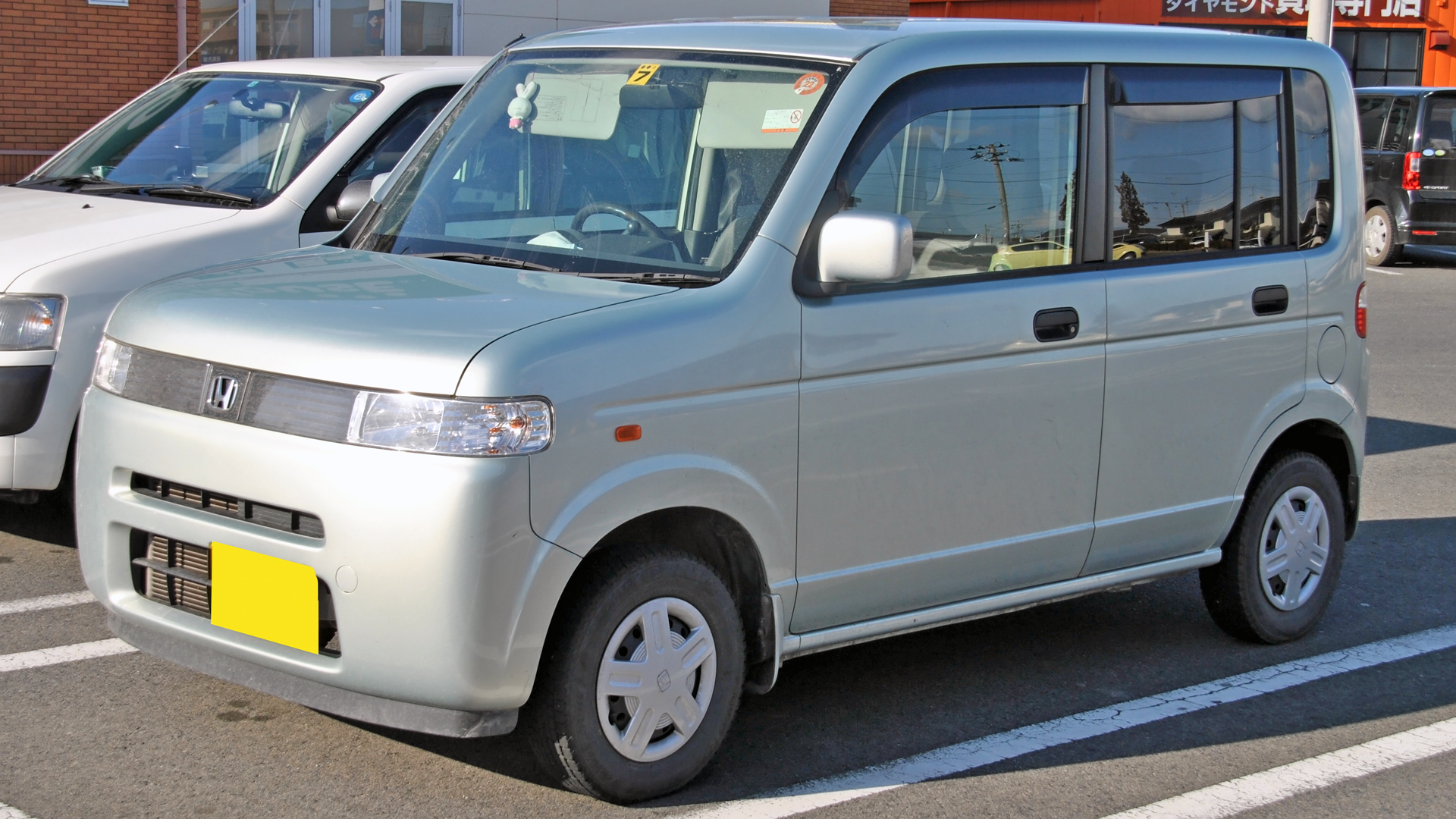
That's (2006-2007)

L'any 2004 la revista Forbes va posar el Honda That's en la seua llista d'entre els automòbils amb noms estranys. El mateix any es suprimeix el complicat sistema d'oferta i elecció de colors de carrosseria en ser considerat fóra de moda i s'afegí una edició especial limitada el 15 d'octubre. Alhora, Honda va decidir rebaixar el preu del model sota els 900.000 iens, augmentant un 200 percent les vendes en un any. Tot i que les vendes inicials del model van ser relativament acceptables donat la popularitat d'aquest tipus d'automòbils, poc a poc les vendes anaren baixant i fou un model d'èxit discret.
El 23 de març de 2006, amb el llançament del model que hauria de succeir al That's, el Honda Zest, el model patí un redisseny menor i es suprimí el motor turbo de la gama. El setembre de 2007 finalitzà la producció del model, que romangué al catlàleg fins a l'octubre i a la venda fins al novembre del mateix any.